# Earth First!

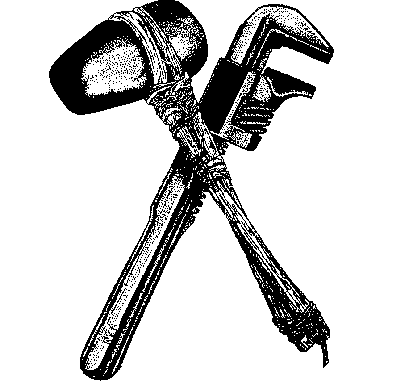
De gekruiste tomahawk en monkey wrench (een soort Engelse sleutel) staan symbool voor de ecotage van Earth First!

Earth First! is een radicale milieubeweging. De organisatie is van oorsprong Amerikaans; daarnaast zijn er takken in verschillende andere landen, waaronder in het Verenigd Koninkrijk. Earth First! is sterk beïnvloed door het anarchisme en is meermaals van terrorisme en sabotage beschuldigd.

## Geschiedenis
Earth First! ontstond in 1979 in het zuidwesten van de Verenigde Staten. Op 4 april 1980 werd de organisatie officieel opgericht door Dave Foreman, Mike Roselle en Howie Wolke, en in tweede instantie door Bart Koehler en Ron Kezar. Zij waren geïnspireerd door het boek Silent Spring van Rachel Carson, door de land ethic van Aldo Leopold en door Edward Abbey's roman The Monkey Wrench Gang over een groepje ecoterroristen. Ze waren teleurgesteld in de hoofdstroom van de milieubeweging, die naar hun mening de inzichten uit de nieuwe wetenschap van de conservatiebiologie onvoldoende omarmde en te gemakkelijk compromissen sloot.